# Asimbolia al dolor
Asimbolia del dolor  o analgognosia, es aquella reacción anormal frente al dolor.Dada una lesión, se produce una ausencia o disminución de la reacción a los estímulos nociceptivos, afectando tanto el retiro del miembro como la mímica facio-bucal y la traducción verbal o la expresión de la resonancia psicoafectiva del dolor.[cita requerida]

## Historia
Su origen se dio a partir de ciertas investigaciones de lesiones cerebrales realizadas por Schilder y Stengel en 1928, dando a surgir métodos de  observaciones clínica y auto-clínicas. Desde ese análisis se da a partir otro concepto que es «asimbolia de peligro».[cita requerida]

## Patogenia
Esta anomalía se da en pacientes, que mediante golpes o rasguños buscan afectar su capacidad sensitiva, sin tener ningún resultado ante el hecho. Es un daño bilateral o parietal izquierdo que encadena una asimbolia dolorosa total. Se presenta en el área 43 de Brodmann, considerándose una desconexión del sistema limbico y el sistema sensorial.[cita requerida]
Dependiendo donde se origine las alteraciones, los hemisferios presentaran si son dominantes o no, en el hemisferio dominante no se reconocerá el dolor; mientras que el no dominante se dará un Síndrome de Anton.

## Otras lesiones bilaterales izquierdas
- Hemianopsia
- Síndrome de Gerstmann
- Agnosia digital[4]